# Řecké království
Řecké království (novořecky Βασίλειον τῆς Ἑλλάδος, Vasíleion tis Elládos) byl stát existující v letech 1832–1924 a 1935–1973. Následoval po první helénské republice, provizorním státu během války za nezávislost. Řecké království bylo vyhlášeno na londýnské konferenci tří velmocí: Británie (Spojené království Velké Británie a Irska), Francie (Červencová monarchie) a Ruska (Ruské impérium). Závěry konference Osmanská říše uznala cařihradskou smlouvou (1832).[zdroj?]
V roce 1924 byla monarchie zrušena a vyhlášena druhá helénská republika. Království bylo obnoveno v roce 1935. Třetí Helénská republika byla zavedena z rozhodnutí diktatury plukovníků v roce 1973, nicméně změna státní formy byla potvrzena referendem v roce 1974 po obnovení demokracie.

## Historie

### Dynastie Wittelsbachů

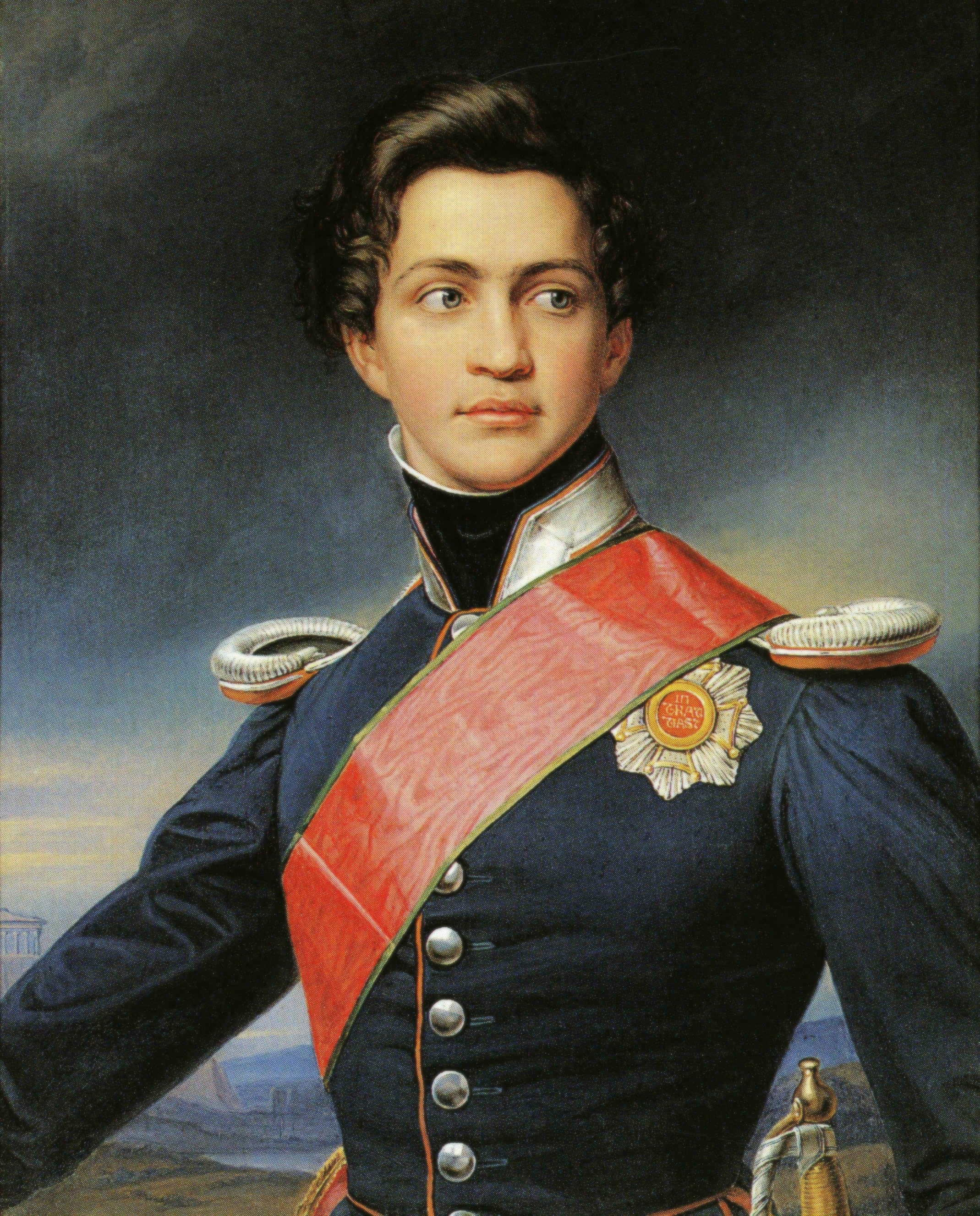
První řecký král Otto I. z dynastie Wittelsbachů

Roku 1821 Řekové povstali proti osmanské nadvládě, což vyústilo ve válku, která trvala až do roku 1829 (viz Řecká osvobozenecká válka). Od roku 1829 byl řecký národ veden hrabětem Ioannem Kapodistriadem, ale po jeho zavraždění roku 1831 hrabství upadlo do občanské války. Tehdy mocnosti (Velká Británie, Francie a Rusko) přistoupily ke kroku vyhlásit samostatný řecký stát. Na konferenci velmocí v Londýně roku 1832 byl nový řecký trůn nabídnut tehdy sedmnáctiletému bavorskému princi Otovi z rodu Wittelsbachů, který nabídku přijal a stal se tak prvním řeckým králem. Protože Otto byl v době příjezdu do Řecka nezletilý, faktickou vládu za něho držel koncil regentů, který za něho vládl až do roku 1835. Otto I. se chopil vlády jako absolutistický monarcha, který se obklopoval rádci, většinou původem z Bavorska. Ti vytvořili Státní radu, v jejímž čele stanul král.

### Revoluce ze 3. září 1843

Územní vývoj Řeckého království v letech 1832–1947

Roku 1843 naplno propukla veřejná nespokojenost s králem a jeho „bavorokracií“ a lid požadoval konstituci. Otto I. zpočátku odmítal konstituci povolit, ale ve chvíli, kdy byla z Řecka stažena německá vojska, vypukl puč. 3. září 1843 pěchota, vedená plukovníkem Demétriem Kallérgidem a uznána Revolučním kapitánem Ioannem Makriyánem se shromáždila na náměstí naproti královskému paláci v Athénách. Vzbouřenci se odmítli rozejít, dokud král neuzná konstituční monarchii. Vzbouřenci požadovali přítomnost Řeků ve Státní radě, svolání trvalého státního shromáždění a osobní poděkování krále vůdcům povstání za to, že povstali. Král nakonec podlehl tlaku zástupů a s požadavky souhlasil.

### Dynastie Oldenburg-Glücksburg

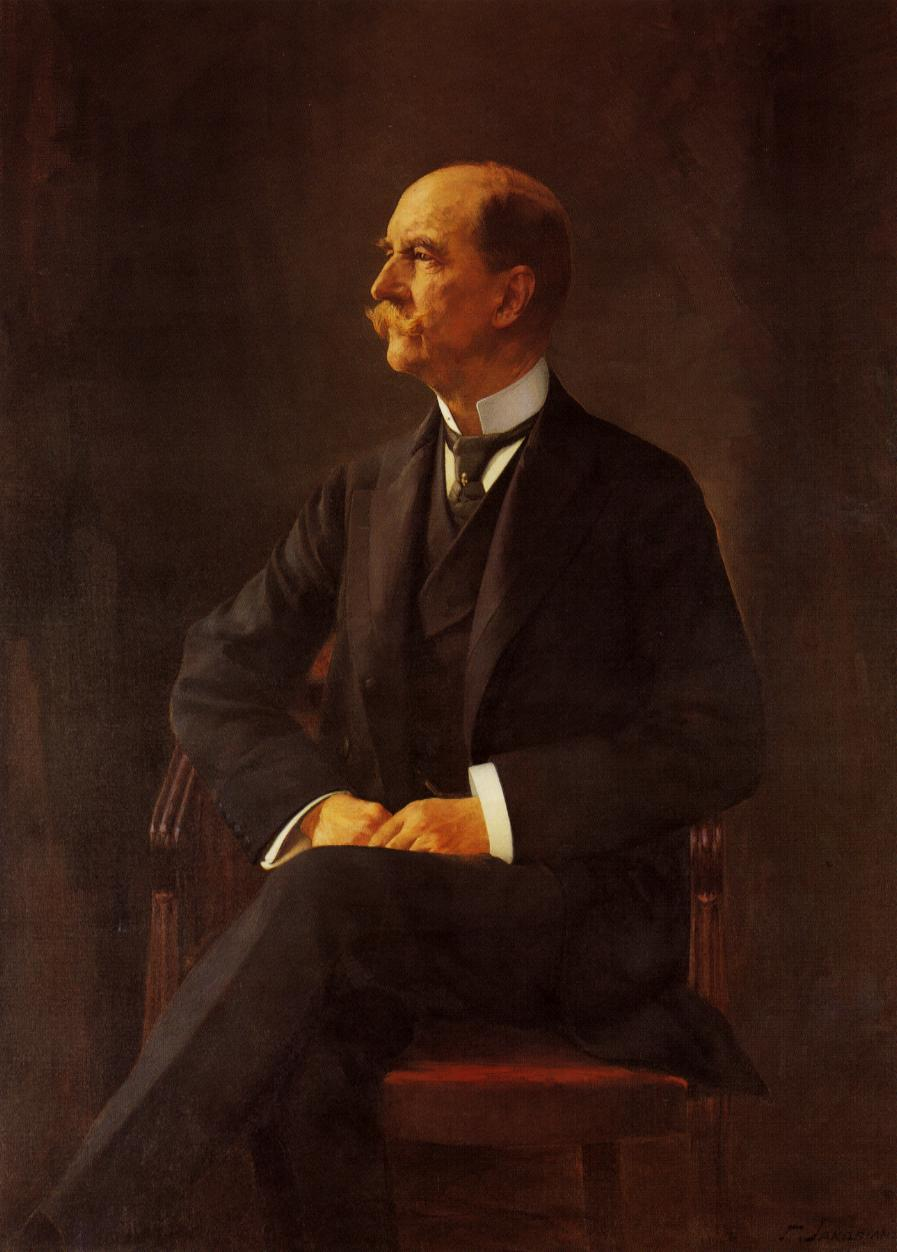
Král Jiří I.

Poté, co byl král Otto I. roku 1862 sesazen, byl na řecký trůn zvolen sedmnáctiletý dánský princ Vilém. Vilém na řecký trůn nastoupil jako Jiří I. a vládl jako konstituční monarcha. Vládl padesát let a běh této doby se Řecko dočkalo rozsáhlých územních zisků (již při jeho nástupu Velká Británie odstoupila Jónské ostrovy Řecku ). Král Jiří I. byl velmi politicky aktivní až do roku 1913, kdy byl v Soluni zavražděn.
Jeho nástupcem se stal Konstantin I., který se vyznačil jako vojevůdce, který připojil rozsáhlá území k Řeckému království. Králi se dostalo vzděláni v Německu a za manželku si vzal pruskou princeznu Sofii, dceru císaře Viléma II. Konstantin se dále vyznačoval politikou orientovanou na Německo, v opozici vůči jednomu z tvůrců moderní řecké politiky Eleftheriovi Venizelovi, který byl stoupencem Trojdohody. V první světové válce se král Konstantin I. otevřeně snažil držet Řecko neutrální. Elefthérios Venizelos podporovaný státy Dohody po době, která vešla do dějin jako Národní schisma, vyhlásil separatistickou vládu v Athénách a Soluni a Řecko se přidalo na stranu Dohody. Král Konstantin byl v roce 1917 donucen abdikovat ve prospěch svého syna Alexandra. Za svou podporu vítězné straně ve válce bylo Řecko odměněno rozsáhlým územím v Anatolii, včetně města Smyrna. Alexandr I. zemřel roku 1920 a jeho otec Konstantin I. se navrátil do královského úřadu. Po katastrofální řecko-turecké válce (1919–1922) byl král donucen znovu abdikovat a v exilu na Sicílii zemřel.
Po králi Konstantinovi I. nastoupil na trůn jeho nejstarší syn Jiří. Roku 1924 byla monarchie zrušena a byla vyhlášena Druhá hellénská republika. Jiří II. opustil zemi. Roku 1935 vojenský puč vedený generálem Georgiem Kondylem v referendu obnovil monarchii jako státní zřízení. Jiří II. se vrátil do země, kde následně podporoval diktátorský režim Ioanna Metaxase. Během německé invaze do Řecka roku 1941 král i vláda odpluli do Egypta. Do Řecka se král vrátil o pět let později v roce 1946 a vládl až do své smrti roku 1947.
Na řecký trůn následně nastoupil mladší bratr zemřelého krále Pavel I., který vládl až do roku 1964, kdy zemřel. Jeho syn a nástupce Konstantin II. byl po vojenském převratu v prosinci 1967 donucen odejít do exilu. Vojenská junta jmenovala regenta a roku 1973 nechala odhlasovat zrušení monarchie. 1. června 1973 se Georgios Papadopoulos stal řeckým prezidentem (viz řečtí plukovníci). Vláda vojenské junty skončila následujícího roku, ale král Konstantin II. se již na trůn nevrátil. V prosinci 1974 bylo provedeno všelidové hlasování, v němž se Řekové vyjádřili pro zachování republikánského zřízení.

## Státní symbolika

vlajky:
státní vlajka (1822–1969 a 1975–1978)
námořní vlajka Řeckého království (1833–1858)
námořní královská vlajka (1833–1858)
státní vlajka (1863–1924 a 1935–1973)
královská vlajka, je podobná civilní vlajce, avšak liší se detailem koruny a zlatým rámem, 1935
námořní vlajka, 1935